# Jutta Müller (Windsurferin)
Jutta Müller (* 26. März 1968 in Ludwigshafen am Rhein) ist eine deutsche Sportlerin, die wie ihre ein Jahr ältere Schwester Anja in den 1980er und 1990er Jahren als Profi-Windsurferin erfolgreich war.  

## Leben
Müller wuchs in der pfälzischen Ortsgemeinde Bobenheim-Roxheim auf. Das Windsurfen lernte sie auf dem dortigen Silbersee, wo sie auch die Surfschule Windsurf Silbersee mitbegründete. Von 1986 bis 1998 startete sie bei Wettbewerben, seit 1999 lebt sie als Tourismus-Managerin auf der Hawaii-Insel Maui.

## Erfolge
Während ihrer sportlichen Laufbahn gewann Müller, die von den Medien den Beinamen Miss Tabletop erhielt, insgesamt elf Weltmeistertitel der Professional Boardsailors Association (PBA) und einen der Professional Windsurfers Association (PWA). Ihr größter Erfolg war 1991 der Gewinn von vier Titeln der PBA.
Sie ist die einzige Deutsche, die einen Worldcup-Wettbewerb vor Hoʻokipa, den Aloha Classic 1993, gewinnen konnte. Dies gelang auch noch keinem der deutschen Herren.
Alle Weltmeistertitel im Lauf der Jahre waren:
- 1991 PBA-Weltmeisterin Overall
- 1991 PBA-Weltmeisterin Kursrennen
- 1991 PBA-Weltmeisterin Slalom
- 1991 PBA-Weltmeisterin mit dem Team Germany
- 1992 PBA-Weltmeisterin Kursrennen
- 1992 PBA-Weltmeisterin Slalom
- 1992 PBA-Weltmeisterin mit dem Team Germany
- 1993 PBA-Weltmeisterin Slalom
- 1993 PBA-Weltmeisterin mit dem Team Germany
- 1994 PBA-Weltmeisterin Slalom
- 1994 PBA-Weltmeisterin mit dem Team Germany
- 1996 PWA-Weltmeisterin Wave